# Mathieu Goubel
Mathieu Goubel, född den 3 april 1980 i Boulogne-sur-Mer, Frankrike, är en fransk kanotist.
Han tog bland annat VM-silver i C-1 1000 meter i samband med sprintvärldsmästerskapen i kanotsport 2009 i Dartmouth Kanada.